# 三越ゆめカード
三越ゆめカード（みつこしゆめカード）は三越が発行していたプリペイド式商品券（ICカード式商品券）。
額面は10種類。残高40回刻みで表示。カード表面には「三越」の「M」と「ゆめ」の「Y」がデザインされていた。
2006年3月末日をもって店頭での取り扱いは終了となり、「三越ゆめカード」のプリペイドカードの残高については三越商品券（三越千円券）への取り替えの手続がとられており、残高が千円未満の場合には現金による払戻しの手続がとられる。